# Улица Халтурина (Ижевск)
Улица Халту́рина — улица в Индустриальном и Первомайском районах города Ижевск. Проходит с юга на север от улицы Академика Павлова до улицы 9 Января. Нумерация домов ведётся от улицы Академика Павлова.

## История
Улица существует с 1925 года, когда она получила имя — улица Егорова. 28 августа 1938 года по решению исполкома ижевского горсовета была переименована в улицу Халтурина — в честь рабочего-революционера Степана Халтурина.
В 1964 году на участке от улицы Ленина до Воткинского переулка были проложены трамвайные пути, по которым был запущен 5 маршрут трамвая. К 1966 году трамвайная линия на улице была продлена от Воткинского переулка на север до переулка Грибоедова.

## Расположение
Улица Халтурина пролегает через жилые районы Ипподромный (Первомайский административный район), Карлутский и Культбаза (Индустриальный административный район). Располагается между улицами Чапаева и Энгельса.
Берёт начало у гаражно-строительного кооператива № 5 в Первомайском районе города, откуда проходит на север до пересечения с магистральной улицей Ленина. После пересечения улицы Ленина входит в Индустриальный район, где пересекает Спартаковский, Профсоюзный, Воткинский, Уральский переулки и переулок Сурикова. Заканчивается на У-образном перекрёстке с улицей 9 Января.
С чётной стороны примыкают: улица Академика Павлова, улица Рылеева, улица Куйбышева.
С нечётной стороны примыкают: улица Герцена, переулок Грибоедова.

## Примечательные здания и сооружения
По нечётной стороне:
- № 3а — медицинский центр при Спецстрое России
- № 5а — санаторий-профилакторий «Строитель»

По чётной стороне:
- № 2 — стационар УССТ № 6
- № 2а — экономико-технологический колледж
- № 2б — общежитие экономико-технологического колледжа
- № 150 — школа № 64

## Транспорт
На участке улицы от улицы Ленина до переулка Грибоедова проходит трамвайная линия, по которой следуют трамваи  и  маршрутов. На улице расположены следующие станции трамвая (перечислены в порядке следования по направлению к конечной ст. Буммаш): «Улица Герцена», «Профсоюзная», «Воткинский переулок», «Переулок Уральский», «Школа № 64».
На станции «Воткинский переулок» находится старое оборотное кольцо трамвая, в настоящее время почти не используемое.